# Пересмішникові
Пересмішникові (Mimidae) — родина птахів ряду горобцеподібних. Містить 35 видів.
Свою назву родина отримала завдяки тому, що ці птахи вміють чітко повторювати звуки інших птахів, так би мовити «пересміювати».

## Опис
Невеликі довгохвості птахи, звичайно з короткими закругленими крильми. Дзьоб середньої довжини, сильний, злегка загнутий донизу. Більшість видів має скромне забарвлення — сіре, коричнювате, іноді з білими плямами на крилах і темними плямами або смугами на черевній стороні тіла. Бувають і більше яскраві (наприклад, сині) птахи. Довжина тіла від 20 до 30 см, вагою 36-56 г..

## Спосіб життя
Пересмішники будують щільне чашоподібне гніздо на кущах або деревах, звичайно не нижче 1 м і не вище 6 м над землею. Будують його обоє батьків протягом 3-4 днів. У повній кладці 3-6 зеленуватих з коричнево-червоними плямами яєць. Насиджує майже винятково самиця, самець може іноді її підміняти. Тривалість насиджування — 12-14 днів. Годують пташенят обоє батьків.

## Поширення
Поширені пересмішники в Америці від північної частини Канади на південь до Південної Аргентини й Чилі. Найбільше число видів їх живе на південному заході США. У родині 34 види, що належать до 13 родів.
Пересмішники широко відомі своїм голосним різноманітним співом, до якого вони включають дуже багато запозичених звуків. Особливо знаменитий цим пересмішник багатоголосий (Mimus polyglottos), розповсюджений на півдні США. Він, як, втім, і багато інших пересмішників, співає цілий рік.

## Класифікація

### Роди
Включає 10 родів:
- Пересмішник (Mimus) — 14 видів
- Синій пересмішник (Melanotis) — 2 види
- Сірий пересмішник (Dumetella) — 1 вид
- Чорний пересмішник (Melanoptila) — 1 вид
- Осоковий пересмішник (Oreoscoptes) — 1 вид
- Тремблер (Toxostoma) — 11 видів
- Біловолий дигач (Ramphocinclus) — 1 вид
- Антильський пересмішник (Allenia) — 1 вид
- Жовтодзьобий пересмішник (Margarops) — 1 вид
- Дигач (Cinclocerthia) — 2 види